# Estación de Ramalhal
La Estación Ferroviaria de Ramalhal, también conocida como Estación de Ramalhal, es una plataforma ferroviaria de la Línea del Oeste, que sirve a la parroquia de Ramalhal, en el ayuntamiento de Torres Vedras, en Portugal.

## Características

### Localización y accesos
La Estación se ubica en la Avenida 25 de abril, junto a la localidad de Ramalhal.

### Descripción física
Contaba, en enero de 2011, con dos vías de circulación, con 531 y 428 metros de longitud; las plataformas tenían 120 y 57 metros de extensión, mostrado ambas 40 centímetros de altura.

## Historia

### Apertura al servicio
Esta plataforma se encuentra en el tramo entre Torres Vedras y Leiría, que abrió a la explotación el 1 de agosto de 1887.